# Sirwah Khawlan
Sirwah Khawlan és un jaciment arqueològic del Iemen a 90 km a l'est de Sanaa i 35 km a l'oest de Marib. És un antic establiment sabeu. Hi viu una tribu del grup del Khawlan al-Tiyal. Es troba prop de la muntanya Marthad de 2.140 metres. Fou descobert el 15 de juliol de 1843 pel francès Th. Joseph Arnaud; el juliol de 1870 hi van estar Joseph Halévy (1827-1917) un jueu que treballava per una acadèmia d'art de París, i Hayyim Habshush, un jueu de Sanaa.
Halévy descriu l'antic temple. El 1990 s'hi van iniciar excavacions per un equip alemany que va posar en relleu que tot i ser un lloc relativament petit era un dels centres del regne sabeu; el monument principal és el gran temple de forma semi oval i rodejat d'un mur, tenia a la rodalia propileus que no s'han conservat; va ser construir pel makarrib sabeu Yadail Dharib fill de Sumhuali. També desraca el Dar Bilkis, probablement el palau del senyor dels Banu Dhu-Habab (senyors -kayls, senyors dels grans oasis - hereditaris del lloc com a caps de la tribu anomenada Sirwah), ja que un decret del rei sabeu Nashakarib Yuhamin Yuharhib (segle iii) a favor d'aquest clan, està gravat damunt la porta. La ciutat fou centre del territori de la tribu Sirwah (esmentada per primer cop vers el segle IV o III aC), tribu que es va eixamplar amb el temps i vers el segle iii va passar a ser la tribu de Sirwah, de Khawlan Khadilum (khadilum = fèrtil) i d'Haynan; amb els geògrafs musulmans s'esmenta la població de Khawlan al-Aliya (moderna Khawlan al-Tiyal, antiga Khawlan Khadilum). Els sirwah van desaparèixer abans del segle VI suplantats pels himiarites.

## Nota
1. ↑  hi havia dos menes de caps de l'aristocràcia: els kayls (plural akyal), senyors de les tribus de muntanya, i els dhu (plural adhwa)